# Okaritokiwi
Der Okaritokiwi (Apteryx rowi), auch als Rowi oder Okarito-Streifenkiwi bezeichnet, ist eine Laufvogelart aus der Familie der Kiwis. Er wurde erst 2003 aufgrund von genetischen Untersuchungen vom Südstreifenkiwi (Apteryx australis) als eigenständige Art abgespalten. Sein Verbreitungsgebiet ist der Ōkārito Forest, östlich und südlich der Ōkārito Lagoon, an der Westküste der neuseeländischen Südinsel.

## Merkmale
Der Okaritokiwi wird ungefähr 55 cm groß. Männchen erreichen ein Gewicht von 1575 bis 2250 g, Weibchen ein Gewicht von 1950 bis 3570 g. Der für Kiwis verhältnismäßig kurze Schnabel hat bei den Männchen eine Länge von 9,5 cm und bei den Weibchen eine Länge von 12,5 cm. Das Gefieder ist überwiegend braun mit einem leicht gestreiften Körper. Die Federn sind an der Wurzel und an den Säumen schwärzlich. Die distalen Federabschnitte sind gelbbraun mit dunkelgelben Spitzen. Kopf, Hals und Bauch sind deutlich grau. Die Flügel weisen einige Querbänder auf. Die meisten Exemplare haben eine leichte weiße Befiederung am Kopf, insbesondere um die Augen. Die Iris ist dunkel, der Schnabel ist rosa. Die Vibrissen an der Schnabelwurzel sind kurz. Die Beine und Füße sind rosa oder hellbraun. Vom Südlichen Streifenkiwi unterscheidet sich der Okaritokiwi hauptsächlich durch einen mehr grauen Kopf und Bauch, durch den gebänderten äußeren Flügelbereich und durch einen kürzeren rosa (nicht creme- oder hornfarbenen) Schnabel. Die Geschlechter ähneln sich, wobei die Männchen leichter und kurzschnäbeliger sind als die Weibchen. Die juvenilen Vögel ähneln den Altvögeln, sind jedoch kleiner.

## Lautäußerungen
Die lauten, schrillen Rufe sind nachts zu hören.

## Lebensraum

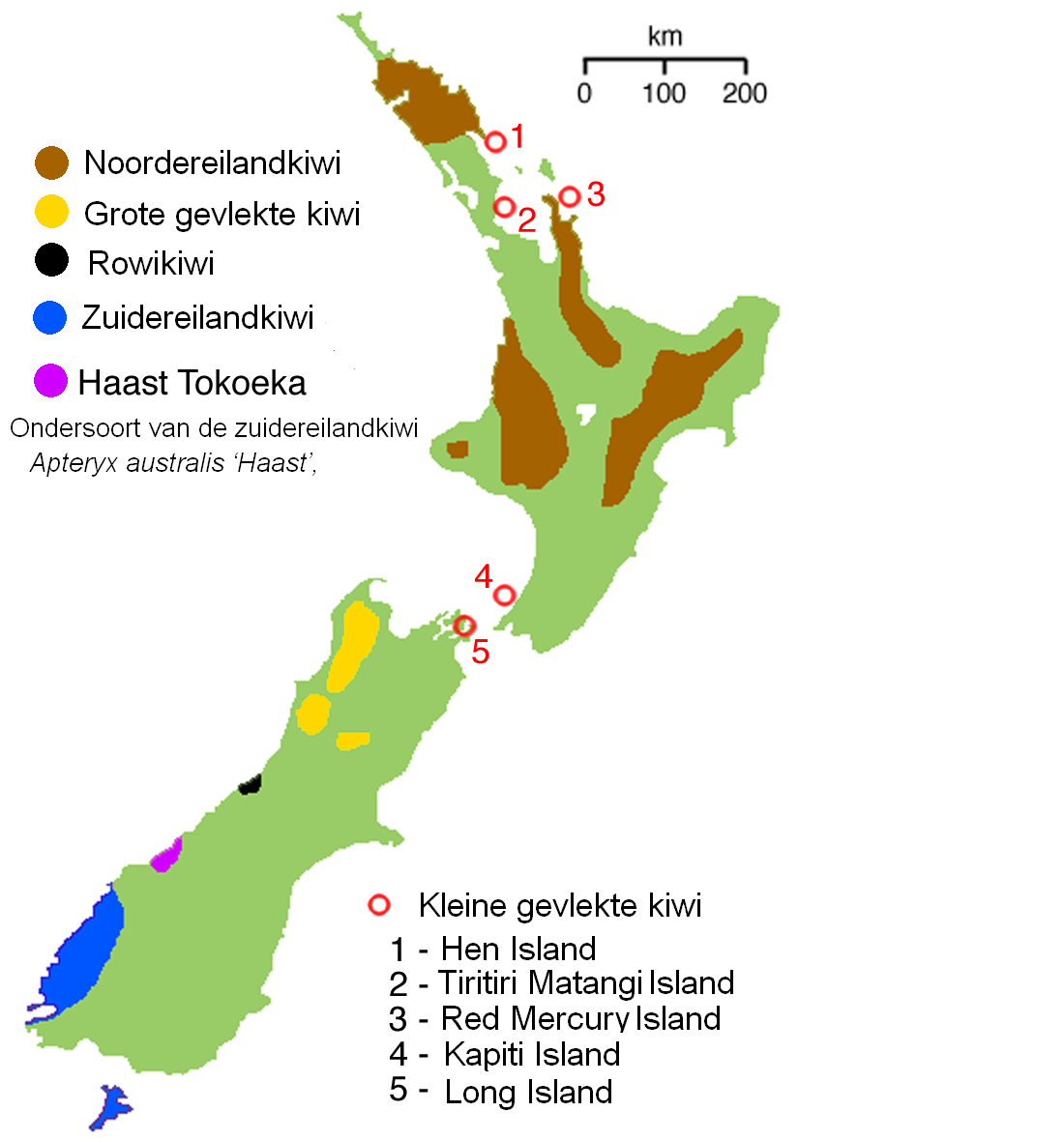
Die kleine schwarze Fläche an der Westküste der Südinsel Neuseelands kennzeichnet das Verbreitungsgebiet des Okaritokiwis.

Der Okaritokiwi bevorzugt dichte gemäßigte Wälder, vor allem die Steineiben-Hartholzwälder der Küstenregion. Er ist ein Standvogel.

## Nahrungsverhalten
Über das Nahrungsspektrum liegen keine Informationen vor. Vermutlich bevorzugt er ähnliche Nahrung wie andere Kiwiarten. Er geht einzeln oder paarweise auf Nahrungssuche. Er ist überwiegend nachtaktiv, was vermutlich als Reaktion auf die Anwesenheit von Menschen und Beutegreifern zu deuten ist.

## Fortpflanzungsverhalten
Die Brutsaison erstreckt sich von Juni bis März. Der Okaritokiwi ist monogam, und die meisten Paare gehen eine lebenslange Bindung ein. Das Nest befindet sich in einer verborgenen Höhle, die zuvor von den Vögeln selbst gegraben wurde, oder manchmal auch in einem natürlichen Hohlraum auf oder sehr dicht am Boden. Die Nistkammer wird mit weichem Material gepolstert. Bei wiederholten Eiablagen wird ein anderer Nistplatz aufgesucht. Das Weibchen legt gewöhnlich ein Ei. Gelegentlich kann es auch drei Eier pro Saison geben. Das Ei ist weiß bis grünlich-weiß. Beide Eltern brüten. Die Küken sind sofort nach dem Schlüpfen selbstständig. Häufig bleiben die juvenilen Vögel mehrere Jahre in den Familienverbänden.

## Gefährdung
Der Okaritokiwi wurde 2021 von der IUCN in die Kategorie „gefährdet“ (vulnerable) der Roten Liste gefährdeter Arten klassifiziert. Seine Verbreitung ist auf ein kleines Gebiet in und um den Okarito Forest an der Westküste der neuseeländischen Südinsel beschränkt. Im Jahr 2000 wurde die Population auf ungefähr 300 Exemplare geschätzt. Dank Naturschutzaktivitäten stieg diese Zahl im Jahre 2011 auf 375 und im Jahre 2018 auf ca. 600. Die intensive Bestandsüberwachung wird national koordiniert. Die Nachstellung durch den Fuchskusu (Trichosurus vulpecula) und den Hermelin (Mustela erminea) sowie durch streunende Hunde und Katzen stellt ein ernstes Gefährdungsproblem dar, trotz eines Programms zur Beseitigung der Hermeline. 2010 wurden drei Brutpaare auf Blumine Island ausgewildert, einer 400 ha großen Insel im Queen Charlotte Sound an der Nordostspitze der Südinsel, die frei von Beutegreifern ist. Zusätzlich besteht ein Brutprogramm im West Coast Wildlife Centre am Franz-Josef-Gletscher, wo Eier aus dem Okarito Forest entnommen werden und im Brutkasten ausgebrütet werden. Während der Bruterfolg im Okarito Forest gerade mal bei 5 Prozent liegt, beträgt er bei den in menschlicher Obhut bebrüteten, fruchtbaren Eiern über 90 Prozent. Die juvenilen Vögel werden in Gehegen gehalten, bis ihre nachtaktiven Instinkte ausgeprägt sind. Anschließend werden sie nach Blumine Island gebracht, bis sie groß genug sind, um sich gegen Fressfeinde wehren zu können. Erst dann kehren sie nach Okarito zurück. Untersuchungen alter DNA haben ergeben, dass der Okaritokiwi vor Ankunft der Menschen auf Neuseeland ein weit größeres Verbreitungsgebiet hatte, das sich von der Westküste der Südinsel bis zur südlichen Hälfte der Nordinsel erstreckte. Im Jahr 2000 wurde das Okarito Kiwi Sanctuary eingerichtet, das eine Fläche von 11.000 ha umfasst.